# Parque Estadual do Cristalino
O Parque Estadual do Cristalino é um parque estadual no estado de Mato Grosso, Brasil. 

## Localização
O Parque Estadual Cristalino fica nos municípios de Alta Floresta e Novo Mundo, no extremo norte do Mato Grosso, entre o rio Teles Pires e a fronteira com o estado do Pará . O parque cobre uma área de cerca de 184 900 hectares (460 000 acre(s)s). A maior parte do parque fica em Novo Mundo, mas parte do extremo oeste do parque fica em Alta Floresta. Sua forma é aproximadamente retangular, estendendo-se por 89 quilômetros (55 mi) no sentido leste-oeste e 32 quilômetros (20 mi) no sentido norte-sul. O parque fica na fronteira do "arco do desmatamento" na floresta amazônica. No norte, faz fronteira com a base da Força Aérea Brasileira no Pará, que contém uma grande área de vegetação nativa. O parque estadual é cercado por fazendas a oeste, leste e sul.
O rio Cristalino entra no parque do Pará para o norte, depois flui para oeste através do parque abaixo da fronteira do Pará antes de virar para o sul e fluir para Teles Pires no sudoeste. A Serra do Mateiro fica no oeste do parque. O rio Rochedo nasce no leste do parque, fluindo pela Serra do Rochedo, no limite sul do parque. O rio Nhandú define o limite oriental do parque. O parque é acessível por água, através do rio Teles Pires, até a foz do rio Cristalino, depois subindo esse rio pelo parque.
O parque também pode ser alcançado pela estrada não pavimentada Quarta Leste a partir do centro municipal de Alta Floresta, pegando uma balsa pelo rio Teles Pires. A estrada atravessa o parque até o rio Cristalino. Outra estrada de terra da rodovia Primeira Leste segue paralela à fronteira com o Pará e o rio Cristalino. Estradas não oficiais abertas por fazendeiros e madeireiros entram no extremo leste do parque, mas não chegam à bacia do rio Cristalino. A SEMA possui uma estação para pesquisadores e estudantes, incluindo uma casa com quatro quartos, um banheiro e um gerador de energia.

## Meio ambiente
O clima é quente e úmido, com temperaturas médias anuais acima de 24°C e precipitação média anual acima de 2 400 milímetros. Há uma estação seca de maio a setembro, com precipitação total mensal inferior a 100 metros. O parque fica na zona ecológica ou de transição entre a floresta amazônica e o cerrado. A reserva estaria no Corredor Ecológico Ecotones da Amazônia do Sul proposto. A vegetação inclui florestas tropicais, florestas sazonais, campinarana, campos rochosos e formações fluviais ou lacustres pioneiras. Foram registradas 515 espécies de aves, com 55 espécies endêmicas, 43 de répteis, 29 de anfíbios, 36 de mamíferos e 16 espécies de peixes com valor comercial ou esportivo.

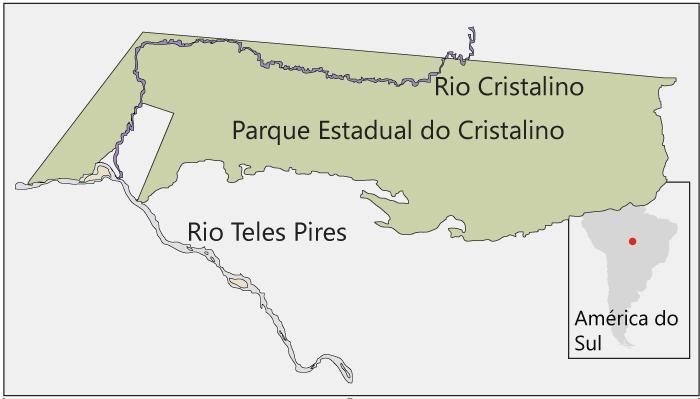
Mapa do parque

O ecoturismo, incluindo observação da vida selvagem e trilhas, gera receita e pode ajudar a incentivar o desenvolvimento ambiental sustentável na área circundante. No entanto, o parque está ameaçado desde a sua criação, com desmatamento para pastagem gado, extração ilegal de madeira e construção de infraestrutura, como pequenas usinas hidrelétricas. Pouco foi feito para evitar danos ao meio ambiente e há falta de apoio da comunidade local ao parque. As ameaças incluem o desmatamento, que avançou constantemente para o norte no parque, a agricultura familiar produzindo colheitas anuais como arroz e feijão e a pecuária.

## História jurídica
O Parque Estadual Cristalino foi criado em 9 de junho de 2000. Tinha uma área inicial de 66 900 hectares (170 000 acre(s)s). Entre seus objetivos está preservar animais e espécies nativas de árvores ameaçadas de extinção. O Parque Estadual Cristalino II foi criado pelo decreto 2.628, de 30 de maio de 2001. Esses dois parques contíguos juntos têm uma área de 184 900 hectares (460 000 acre(s)s). O parque é administrado pelo Departamento Estadual de Meio Ambiente (SEMA), que vem trabalhando com a Fundação Ecológica Cristalino, o ICV, o Instituto Florestal e a UNEMAT para preparar o plano de manejo. O conselho consultivo foi instalado em 2007 com representantes da sociedade civil e organizações públicas. Em 2016, o parque foi apoiado pelo Programa de Áreas Protegidas da Amazônia.